# Hermann Weyl

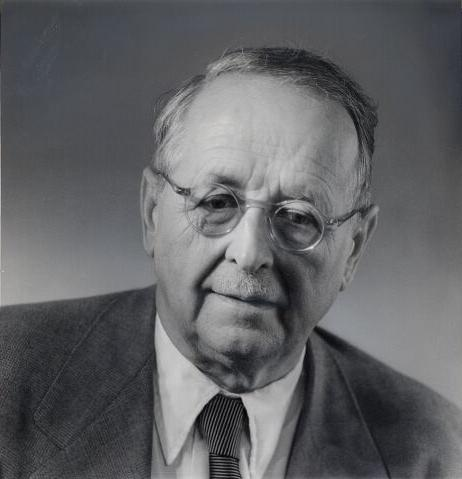
Hermann Weyl

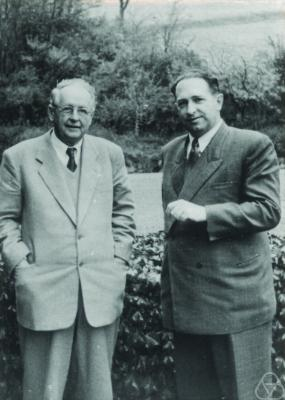
Hermann Weyl (links) mit Ernst Peschl

Hermann Klaus Hugo Weyl (* 9. November 1885 in Elmshorn; † 8. Dezember 1955 in Zürich) war ein deutscher Mathematiker, Physiker und Philosoph, der wegen seines breiten Interessensgebiets von der Zahlentheorie bis zur theoretischen Physik und Philosophie als einer der letzten mathematischen Universalisten gilt.

## Leben
Weyl besuchte das Gymnasium Christianeum in Altona. Auf Empfehlung des Direktors, der ein Cousin David Hilberts war und den die Begabung des Jungen beeindruckte, begann Weyl nach seinem Abitur 1904 in Göttingen bei Hilbert Mathematik und nebenbei auch Physik zu studieren. Er belegte zudem Kurse in Philosophie bei Edmund Husserl, wobei er seine spätere Frau Helene kennenlernte. Bis auf ein Jahr (1905) in München studierte er in Göttingen, wo er 1908 bei David Hilbert mit der Arbeit „Singuläre Integralgleichungen mit besonderer Berücksichtigung des Fourierschen Integraltheorems“ promoviert wurde, sich 1910 habilitierte und bis 1913 als Privatdozent lehrte.
1913 heiratete er Helene Joseph aus Ribnitz, die später viele Werke des spanischen Philosophen José Ortega y Gasset übersetzte. Mit ihr hatte er zwei Söhne. Im gleichen Jahr erhielt er eine Professur für den Lehrstuhl der Geometrie an der Eidgenössischen Technischen Hochschule Zürich, wo er Albert Einstein kennenlernte, der zu jener Zeit (1916–1918) gerade seine Allgemeine Relativitätstheorie entwickelte, was Weyl zur intensiven Beschäftigung mit den mathematischen Grundlagen der Allgemeinen Relativitätstheorie und deren möglichen Erweiterungen (etwa zur Berücksichtigung der Elektrodynamik und eines Eichparameters), insbesondere aber mit der zugrunde liegenden Differentialgeometrie anregte.
1918 veröffentlichte er eines der ersten Lehrbücher der Allgemeinen Relativitätstheorie (neben Lehrbüchern von Max von Laue und Arthur Eddington), Raum, Zeit, Materie.
Einen Ruf nach Göttingen, die Nachfolge von Felix Klein anzutreten, schlug er aus. Erst 1930, als Hilberts Lehrstuhl verwaist war, nahm er an: Hilberts Nachfolger zu werden, war für ihn eine Ehre, die er nicht ablehnen konnte. Jedoch fiel ihm der Wechsel von Zürich nach Göttingen nicht leicht, da er die politische Radikalisierung und den Aufstieg des Nationalsozialismus in der Weimarer Republik mit Besorgnis sah, wie er 1930 in einer Ansprache vor der Göttinger Mathematischen Verbindung zum Ausdruck brachte: „Nur mit einiger Beklemmung finde ich mich aus ihrer [der traditionell demokratischen Schweiz] freieren und entspannteren Atmosphäre zurück in das gähnende, umdüsterte und verkrampfte Deutschland der Gegenwart.“ Zeit seines Lebens fühlte er sich demokratischen Idealen verpflichtet, und 1933 sah er sich außerstande, im von den Nationalsozialisten beherrschten Deutschland zu lehren, zumal seine Frau Jüdin war. In seinem aus Zürich am 9. Oktober 1933 abgeschickten Entlassungsgesuch an den neuen nationalsozialistischen Unterrichtsminister Bernhard Rust schrieb er: „Daß ich in Göttingen fehl am Platze bin, ist mir sehr bald aufgegangen, als ich im Herbst 1930 nach 17-jähriger Tätigkeit an der Eidgenössischen Technischen Hochschule Zürich dorthin als Nachfolger von Hilbert übersiedelte.“ Durch Vermittlung von Albert Einstein nahm er eine Stellung am Institute for Advanced Study in Princeton an, wo er bis 1951 wirkte. In Princeton starb 1948 seine Frau Helene, und er heiratete 1950 die Bildhauerin Ellen Bär, Tochter von Richard Bär aus Zürich, von der die Hermann-Weyl-Büste stammt, die in den Universitäten von Princeton, Zürich und Kiel zu seinem Gedenken steht. Seine letzten Lebensjahre verbrachte er vorwiegend in Zürich. 1955 erhielt er die Ehrenbürgerwürde seiner Geburtsstadt Elmshorn, kurz darauf verstarb er unerwartet in Zürich aufgrund eines Herzanfalls, den er beim Versenden von Post an einem Briefkasten erlitt.
Weyl hieß bei engen Freunden Peter Weyl, zum Beispiel unter den Schrödingers. In Zürich hatte er ein Verhältnis mit Erwin Schrödingers Frau Anny, was an der Freundschaft mit Schrödinger nichts änderte, da die Schrödingers in offener Beziehung lebten. Weyls Ehefrau Helene (genannt Hella) wiederum hatte in dieser Zeit eine offene Beziehung mit Paul Scherrer.

## Mathematisches Werk und Theoretische Physik
Weyl hat sich mit vielen Gebieten der Mathematik beschäftigt und schrieb mehrere Bücher und über 200 Zeitschriftenartikel.
Er begann als Analytiker, entsprechend den Interessen der Hilbertschule am Anfang des 20. Jahrhunderts (Integralgleichungen, Spektraltheorie), und habilitierte 1910 über singuläre Differentialgleichungen und ihre Entwicklung in Eigenfunktionen, die unter anderem in der mathematischen Physik wichtig sind (später „Spektraltheorie selbstadjungierter Operatoren“ genannt). 1915 (Rendicondi Circolo Mathematico di Palermo) bestimmte er die asymptotische Verteilung der Eigenwerte der Laplacegleichung und zeigte, dass der erste Term proportional dem Volumen ist, was die Physiker (unter anderem Hendrik Antoon Lorentz) bei der Untersuchung der Hohlraumstrahlung, die die ersten Zusammenhänge zwischen Quantenmechanik und klassischer Theorie lieferte, schon vermutet hatten. Andere Parameter außer dem Volumen spielen keine Rolle. Die allgemeine Frage, ob man aus dem Spektrum (den Eigenschwingungen) auf die geometrische Form eines Gebietes schließen kann, popularisierte Mark Kac in seinem Aufsatz „Can one hear the shape of a drum?“ (American Mathematical Monthly 1966).
Weniger bekannt ist, dass Weyl seinen Zürcher Kollegen Erwin Schrödinger nicht unwesentlich bei dessen grundlegendem Aufsatz zur quantentheoretischen Wellenmechanik unterstützte, indem er ihm den Weg zur Lösung der Schrödingergleichung beim Wasserstoffatom wies.
1913 veröffentlichte er das Buch Die Idee der Riemannschen Fläche, in dem die vorher eher heuristisch eingebrachten topologischen Methoden strenger behandelt wurden und das moderne Konzept der Mannigfaltigkeiten erstmals systematisch eingesetzt wurde.
Seit seinem Buch über die Allgemeine Relativitätstheorie war Weyl an Verbindungen zur Physik stark interessiert. Er formulierte die zugrundeliegende Differentialgeometrie allgemeiner und flexibler unter Einführung eines affinen Zusammenhangs. In Raum, Zeit, Materie und in seinem Aufsatz Gravitation und Elektrizität von 1918 führt er erstmals das Konzept einer Eichtheorie ein, jedoch zunächst nicht in der heutigen Form, sondern durch einen lokal veränderlichen Skalenfaktor. Die Idee dahinter war, dass bei Paralleltransport eines Vektors längs einer geschlossenen Kurve nicht nur die Richtung verändert wird (was durch die Krümmung ausgedrückt wird), sondern auch die Länge veränderlich sein konnte. Er hoffte so die Elektrodynamik in die Theorie einzubinden. Als die Elektrodynamik umfassende Erweiterung der Theorie wurde sie schnell von Albert Einstein als den Experimenten widersprechend verworfen. Das Buch Raum, Zeit, Materie entwickelt systematisch den Riccischen Tensorkalkül und benutzt die Parallelverschiebung (von Tullio Levi-Civita eingeführt) von Vektoren als fundamentalen Begriff.
Weyl ist der Begründer der Eichfeldtheorien im heutigen Sinn, in einer Arbeit von 1929, mit Eichtransformationen als Phasenfaktoren der quantenmechanischen Wellenfunktionen.
Das Weylsche Einbettungsproblem der Differentialgeometrie ist nach ihm benannt.
Die Analyse der Ideen von Bernhard Riemann und Hermann von Helmholtz zu den Raumformen, die unter „vernünftigen“ physikalischen Voraussetzungen möglich sind, griff Weyl in seinen spanischen Vorlesungen Die mathematische Analyse des Raumproblems 1920 auf. Dies führte ihn zu Anwendungen der Gruppentheorie, aus der sich seine Beschäftigung mit kontinuierlichen Gruppen entwickelte (Lie-Gruppen).
Seine wichtigsten Arbeiten (Mathematische Zeitschrift, Bände 23/24, 1925/1926) sind vielleicht in der Theorie der Lie-Gruppen zu sehen, deren Darstellungstheorie er untersucht, wobei er globale Konzepte wie Mannigfaltigkeiten einbringt, statt der bis dahin überwiegenden lokalen Aspekte der Lie-Algebra. Beispielsweise erklärte er erstmals die Spinoren aus der Topologie der Drehgruppe. Außerdem schlägt er hier eine Verbindung zu den Methoden der von Ferdinand Georg Frobenius und Issai Schur entwickelten Darstellungstheorie endlicher Matrixgruppen vor. Weyl gibt eine allgemeine Formel („Weyl-Charakterformel“) für die Charaktere der irreduziblen Darstellungen halbeinfacher Lie-Gruppen, indem er die schon von Elie Joseph Cartan und Wilhelm Killing untersuchten Lie-Algebren mit Spiegelungsgruppen, den Weyl-Gruppen, untersucht. Nach ihm ist die Weylsche Integralformel in der Theorie der Liegruppen benannt.
Ein weiteres wichtiges Resultat seiner Arbeit ist der Satz von Peter-Weyl (Mathematische Annalen 1927), den er zusammen mit seinem Studenten Fritz Peter (1899–1949) formulierte. Sind Sinus und Kosinus orthogonale Funktionensysteme in Bezug auf die Translationsgruppe in einer Dimension, so gibt es solche für allgemeine kompakte Lie-Gruppen G (bei denen ein invariantes (Haar-)Maß als Integral über die Gruppenelemente definiert werden kann). In diesem Funktionenraum, einem Hilbertraum, sind nach dem Peter-Weyl-Theorem die Darstellungen der Gruppe G durch irreduzible Darstellungen der unitären Gruppe gegeben.
In Gruppentheorie und Quantenmechanik gab er 1928 (etwas vor den Büchern von Bartel Leendert van der Waerden und Eugene Wigner) eine Darstellung der gruppentheoretischen Aspekte (und allgemein der mathematischen Aspekte) der Quantenmechanik, speziell der Darstellungstheorie der unitären und orthogonalen Gruppen (die wiederum nach Issai Schur mit denen der symmetrischen Gruppe zusammenhängen). Im Buch The classical groups von 1939 erweiterte er dies auf alle klassischen Gruppen und schuf die Verbindung zur klassischen Invariantentheorie, einem wichtigen Teil der Algebra des 19. Jahrhunderts.
Zusammen mit seinem Sohn Fritz Joachim Weyl veröffentlichte er 1943 das Buch Meromorphic functions and analytic curves, in dem die Nevanlinnasche Wertverteilungstheorie meromorpher Funktionen auf analytische Kurven verallgemeinert wird.
Seit seinem Studium bei Hilbert war Weyl an Zahlentheorie interessiert (nach eigener Angabe verbrachte er mit dem Studium von Hilberts Zahlbericht in den Semesterferien die glücklichsten Monate seines Lebens). Beispielsweise veröffentlichte er in den Mathematischen Annalen 1916 einen Aufsatz über analytische Zahlentheorie Gleichverteilung der Zahlen mod 1. Darin zeigte er, dass die Nachkommastellen der Vielfachen einer irrationalen Zahl nicht nur im Intervall [0,1] dicht liegen, wie Leopold Kronecker bewies, sondern gleichverteilt sind. Sie lassen sich also gut als Zufallszahlen verwenden. Weyl veröffentlichte 1921 zudem eine Methode zur Abschätzung einer Exponentialsumme, diese wird heute in der analytischen Zahlentheorie als Weyls Methode bezeichnet.
Im Buch Symmetrie gibt er eine populäre Darstellung des Gruppenkonzepts, von Schneekristallen, Ornamenten (Gruppen aus ebenen Translationen und Spiegelungen/Drehungen) bis zur Symmetrie von Gleichungen unter Vertauschung der Wurzeln (Galoistheorie).

## Philosophie und Grundlagen der Mathematik
Weyls erste Reaktion auf die logischen und mengentheoretischen Antinomien, die Anfang des 20. Jahrhunderts die Grundlagen der Mathematik aufrüttelten, war sein Buch Das Kontinuum von 1918. Obwohl er in einem Aufsatz von 1910 Beiträge zur axiomatischen Mengenlehre leistete, war er ab 1917 zunehmend kritisch der Mengenlehre gegenüber eingestellt und ihrer Rolle als Grundlage der Analysis, wo er tiefliegende Zirkelschlüsse vermutete, und wollte in der Grundlegung wie Henri Poincaré zu elementaren Konzepten wie den natürlichen Zahlen und wenigen logischen Prinzipien zurückkehren. Wenig später wandte er sich in einem Aufsatz, der große Aufmerksamkeit fand (Über die neue Grundlagenkrise der Mathematik, Jahresbericht DMV, 1921), dem Intuitionismus von Luitzen Egbertus Jan Brouwer zu und damit gegen das Programm seines Lehrers David Hilbert zu einer axiomatischen Grundlegung der Mathematik auf Basis der Mengenlehre. Weyl hatte den Intuitionismus aus persönlichen Diskussionen mit Brouwer beim Urlaub in der Schweiz 1919 kennen gelernt, nachdem Brouwer ihn in relativer Isolation im Ersten Weltkrieg entwickelt hatte. Dabei schlug Weyl in seinem Aufsatz einen kämpferischen Ton ein, der Bezüge zu den politischen Umwälzungen nach dem Ersten Weltkrieg herstellte. Hilbert war darüber irritiert, er sah im Intuitionismus mit seinen Einschränkungen für die mathematische Forschung einen Rückschritt (beispielsweise lehnte der Intuitionismus nichtkonstruktive Existenzbeweise ab) und fühlte sich an die apodiktisch verkündete Reduzierung der Mathematik auf die Arithmetik und Ablehnung der Mengenlehre durch Leopold Kronecker in seiner Jugendzeit erinnert. Während Brouwer damals wenig beachtet wurde, war Weyls Aufsatz Auslöser des Grundlagenstreits der Mathematik zwischen Intuitionisten und Formalisten, zumal Weyl ein prominenter Vertreter der Hilbert-Schule war. Weyl kam später wieder vom Intuitionismus ab, den er für zu einschränkend hielt. Er näherte sich wieder seinem Zugang von 1918 und schwankte zwischen Konstruktiver Mathematik und der Axiomatik der Hilbert-Schule.
Weyl war philosophisch interessiert seit seiner Jugend, als er Immanuel Kants Kritik der reinen Vernunft las mit Raum und Zeit als A-priori-Konzepte der Erkenntnis (auch wenn ihm später die zu enge Bindung an die euklidische Geometrie bei Kant missfiel). Ab 1912 war er stark von Edmund Husserl und dessen Phänomenologie beeinflusst, was sich auch in einigen Stellen seines Buches „Raum, Zeit, Materie“ niederschlug. 1927 erschien sein Beitrag Philosophie der Mathematik und der Naturwissenschaften zum Handbuch der Philosophie im Oldenbourg Verlag, der später separat und überarbeitet als Buch erschien. In einem Versuch der Rekonstruktion der Ursprünge der Philosophie von Hermann Weyl und deren Einbettung in die Hauptströmungen der Philosophie wies Norman Sieroka auf intensive langjährige Diskussionen von Weyl mit seinem Züricher Philosophenkollegen Fritz Medicus hin, einem Spezialisten für Johann Gottlieb Fichte. Fichtes Wissenschaftslehre und Philosophie, nach der sich das „Sein“ aus der Wechselwirkung des „absoluten Ichs“ mit seiner materiellen Umgebung ergibt, ist danach auch von großem Einfluss auf Weyl und spiegelt sich in der Verwendung des Umgebungsbegriffs der Topologie (Kontinuum) bei Weyl wider und in Weyls Auffassung der Allgemeinen Relativitätstheorie, neben den direkt aus den Schriften von Weyl bekannten Einflüssen der Phänomenologie von Edmund Husserl. Weiter finden sich nach Sieroka bei Weyl Einflüsse der Theorie der Materie von Gottfried Wilhelm Leibniz (Monadenlehre u. a.) und des Deutschen Idealismus (Dialektik von Fichte) in Weyls philosophischer Interpretation des physikalischen Materiebegriffs im Rahmen der Quantentheorie und Allgemeinen Relativitätstheorie und bezüglich der Wechselwirkung eines Symbols mit seiner Umgebung in einem mathematischen Theoriegebäude auch in Weyls Philosophie der Mathematik (Auseinandersetzung Formalismus-Intuitionismus unter dem Einfluss Brouwers). Weyl hatte in den 1920er Jahren noch vor Entwicklung der Quantenmechanik und angeregt durch die damals immer deutlicher werdende statistische Natur der Quantentheorie eine Abkehr von der feldtheoretischen Beschreibung der Materie hin zu einer Theorie aktiver (agens) Materie gemacht, was sich durch Einbeziehung der räumlichen Umgebung in der feldtheoretischen Beschreibung ausdrückte. Zuvor hatte er die Allgemeine Relativitätstheorie und seine eigenen Erweiterungen derselben, die zum Ursprung des heutigen Konzepts von Eichfeldtheorien führte, mit differentialgeometrischen Methoden beschrieben. Unter dem Eindruck der Quantentheorie wandte er sich von dieser „geometrischen Feldtheorie“ ab. Fichte und Ernst Cassirer waren nach Sieroka auch ein wichtiger Einfluss in der Spätphilosophie von Weyl (Wissenschaft als „symbolische Konstruktion“). Weniger bekannt war noch Weyls Beschäftigung mit Martin Heidegger.

## Preise und Ehrungen
- 1923 wurde er zum Mitglied der Leopoldina gewählt.[17]
- Lobatschewski-Preis für Geometrie der Universität Kasan in der UdSSR, 1927.
- 1928 hielt er einen Plenarvortrag auf dem Internationalen Mathematikerkongress in Bologna (Kontinuierliche Gruppen und ihre Darstellung durch lineare Transformationen).
- 1928 Fellow der American Physical Society.
- 1929 wurde er in die American Academy of Arts and Sciences gewählt.
- 1932 war er Präsident der Deutschen Mathematiker-Vereinigung.
- 1935 Wahl zum Mitglied der American Philosophical Society.[18]
- 1939 Wahl zum Ehrenmitglied der London Mathematical Society.[19]
- 1940 wurde Weyl in die National Academy of Sciences gewählt.
- 1947 Aufnahme als korrespondierendes Mitglied in die Académie des sciences.[20]
- Arnold-Reymond-Preis, Mai 1954.
- Ehrendoktor der Eidgenössischen Technischen Hochschule 1945 und der Universitäten Oslo 1929, Pennsylvania 1940, Sorbonne (Paris) 1952, Columbia-Universität New York 1954 und der Technischen Hochschule Stuttgart 1929.
- Ehrenbürger der Stadt Elmshorn 17. November 1955.
- Der Mondkrater Weyl ist nach ihm benannt.
- Zu seinem 100. Geburtstag fand zu seinen Ehren in Kiel der erste internationale Hermann-Weyl-Kongress statt, an dem unter anderen Hans Freudenthal, Jean Dieudonné, Erhard Scheibe, Jürgen Ehlers, Julian Schwinger, George Mackey, David Speiser, Eckehard W. Mielke, Friedrich W. Hehl, Gerhard Mack, Bas van Fraassen, Bernard d’Espagnat, Bernulf Kanitscheider, Wolfgang Deppert, John Archibald Wheeler und Andreas Bartels mit eigenen Originalbeiträgen teilnahmen.[21]
- Der Asteroid „(32267) Hermannweyl“ ist nach Hermann Weyl benannt.
- Materialgruppen, die etwa nichtohmsche elektrische Leitfähigkeit zeigen, werden Weyl-Metall bzw. Weyl-Semimetall genannt.[22]

## Schriften
- Die Idee der Riemannschen Fläche, Teubner 1997 (zuerst 1913, in Neuauflage mit Beiträgen von Patterson, Hulek, Hildebrandt, Remmert, Schneider; Hrsg.: R. Remmert: TEUBNER-ARCHIV zur Mathematik, Suppl. 5, 1997) weiss-leipzig.de.
- Raum, Zeit, Materie – Vorlesungen über Allgemeine Relativitätstheorie, 8. Auflage, Springer 1993 (zuerst 1918, 5. Auflage 1922) Online.
- Das Kontinuum – kritische Untersuchungen über die Grundlagen der Analysis, Leipzig, von Veit und Comp., 1918 Online.
- Gravitation und Elektrizität, Sitzungsberichte Preuss. Akademie der Wiss., Januar–Juni 1918, S. 465 (wieder abgedruckt in Lorentz, Einstein, Minkowski Das Relativitätsprinzip).
- Was ist Materie? – Zwei Aufsätze zur Naturphilosophie, Springer, Berlin 1924.
- Philosophie der Mathematik und Naturwissenschaft, München: Oldenbourg Verlag 1927 [= Handbuch der Philosophie, hrsg. von Alfred Baeumler und Manfred Schröter, Teil A], 6. Auflage, München: Oldenbourg Verlag 1990 Online.
- Gruppentheorie und Quantenmechanik, Wissenschaftliche Buchgesellschaft 1977 (Nachdruck der 2. Auflage 1931, zuerst Leipzig, Hirzel 1928).
- The classical groups – their invariants and representations, Princeton University Press 1939, 1946, 1961.
- Elementary theory of invariants, Institute for Advanced Study 1936.
- Meromorphic functions and analytic curves, Princeton University Press 1943.
- Symmetrie, Birkhäuser 1955, 1981 (zuerst 1952, Princeton).
  - Symmetrie: Ergänzt durch den Text ,Symmetry and Congruence aus dem Nachlass und mit Kommentaren von Domenico Giulini, Erhard Scholz und Klaus Volkert, Springer Spektrum 2017
- Selecta Hermann Weyl, Birkhäuser Verlag (ausgewählte Aufsätze) 1956.
- Algebraische Zahlentheorie, BI Hochschultaschenbuch 1966.
- Gesammelte Abhandlungen. 4 Bände. Hrsg. von K. Chandrasekharan. Springer Verlag 1968.
- Riemanns geometrische Ideen, ihre Auswirkung und ihre Verknüpfung mit der Gruppentheorie, Springer 1988.

## Einige Online-Aufsätze
- Theorie der Darstellungen kontinuierlicher halb-einfacher Gruppen, Teil 1–3. In: Math.Zeitschrift, Band 23, 24, 1926; gdz.sub.uni-goettingen.de, Teil 2 gdz.sub.uni-goettingen.de, Teil 3 gdz.sub.uni-goettingen.de, mit Nachtrag gdz.sub.uni-goettingen.de
- F. Peter, H. Weyl: Über die Vollständigkeit der primitiven Darstellungen einer halbeinfachen kontinuierlichen Gruppe. In: Mathematische Annalen, Band 97, 1927, S. 737–755, gdz.sub.uni-goettingen.de,
- Über die asymptotische Verteilung der Eigenwerte. In: Gött.Nachr., 1911 gdz.sub.uni-goettingen.de,
- Über die Gleichverteilung der Zahlen mod 1. In: Mathematische Annalen, 1916; gdz.sub.uni-goettingen.de,
- Über die neue Grundlagenkrise der Mathematik (Vortrag Zürich 1921) gdz.sub.uni-goettingen.de
- Die Relativitätstheorie. In: Jahresbericht DMV, 1922; gdz.sub.uni-goettingen.de, sowie Das Raumproblem, ibid. gdz.sub.uni-goettingen.de
- Arbeiten von Weyl aus den Mathematischen Annalen, der Mathematischen Zeitschrift und den Nachr. Gött. Akad. Wiss. sind online hier: GDZ, aus den Proceedings National Academy of Sciences pnas.org (z. B. englische Übersetzung von Gravitation und Elektron 1929)